# Miss Italia 1960
Miss Italia 1960 si svolse a Salsomaggiore Terme, il 10 e l'11 settembre 1960. Vinse la diciottenne Layla Rigazzi, di Mortara (PV). L'organizzazione fu diretta da Enzo Mirigliani.

## Risultati
| Risultato finale | Concorrente                         |
| ---------------- | ----------------------------------- |
| Miss Italia 1960 | - – Layla Rigazzi (Miss Liguria)    |
| 2ª classificata  | - – Erika Spaggiari (Miss Intimità) |
| 3ª classificata  | - – Anny Pace (Miss Eleganza Lazio) |
| Miss Eleganza    | - Evi Rigano (Bella italiana)       |

## Altre concorrenti famose
- Stefania Sandrelli
- Ombretta Colli

## Giuria
- Ferruccio Lanfranchi (giornalista)
- Mario Casalbore (giornalista)
- Germana Maruccelli (sarta)
- Agenore Fabbri (scultore)
- Aligi Sassu (pittore)
- Elio Luxardo (fotografo)
- Luciano Sangiorgi (pianista)
- Remigio Paone (impresario teatrale)
- Dino Villani
- Giorgio Vaglio
- Tito Livio Marchesi